# Billy-Montigny
Billy-Montigny – miejscowość i gmina we Francji, w regionie Hauts-de-France, w departamencie Pas-de-Calais.
Według danych na rok 1990 gminę zamieszkiwało 8126 osób, a gęstość zaludnienia wynosiła 2999 osób/km² (wśród 1549 gmin regionu Nord-Pas-de-Calais Billy-Montigny plasuje się na 102. miejscu pod względem liczby ludności, natomiast pod względem powierzchni na miejscu 863.).